# S/2003 J 2
S/2003 J 2 è un satellite naturale irregolare di Giove. Al momento della sua scoperta era considerato il satellite più esterno allora conosciuto del pianeta.

## Scoperta
Il satellite è stato scoperto il 5 febbraio 2003 da una squadra di astronomi dell'Università delle Hawaii guidata da Scott Sheppard e composta, fra gli altri, da David Jewitt, Jan Kleyna, Yanga Fernández e Henry Hsieh. L'annuncio della scoperta fu dato il successivo 4 marzo 2003. Fu inizialmente considerato il satellite più esterno di Giove, fino alle osservazioni di riscoperta del 2020 che dimostrarono la non correttezza dell'assunto.
Dopo la scoperta iniziale, il satellite era stato considerato perduto, fino al 2020 quando fu nuovamente osservato da Sheppard e, indipendentemente, dall'astronomo amatoriale Kai Ly. La riscoperta del satellite fu annunciata dal Minor Planet Center il 26 gennaio 2021.

## Designazione
Il satellite è attualmente noto con la sigla che viene temporaneamente attribuita ai corpi celesti di recente scoperta; l'Unione Astronomica Internazionale non gli ha ancora assegnato il nome definitivo.

## Caratteristiche fisiche
S/2003 J 2 ha un diametro di circa 2 km.

## Parametri orbitali
S/2003 J 2 orbita attorno a Giove con moto retrogrado in circa 600 giorni ad una distanza media di 20,6 milioni di chilometri, con un'inclinazione di 149° rispetto all'eclittica e un'eccentricità di 0,28.
I suoi parametri orbitali differiscono notevolmente da quelli degli altri satelliti esterni del pianeta. All'inizio si ritenne che potesse far parte del gruppo di Pasifae, ma dopo la sua riscoperta nel 2020 è stato assegnato al gruppo di Ananke.
I limiti dell'influenza gravitazionale di Giove sono definiti dalla sfera di Hill, il cui raggio è pari a
{\displaystyle \approx a_{Giove}{\sqrt[{3}]{\frac {m_{Giove}}{3M_{Sole}}}}},
dove per a si intende il semiasse maggiore dell'orbita di Giove. Il valore risultante è pari a circa 52 milioni di chilometri. S/2003 J 2 durante la sua orbita raggiunge al massimo una distanza di 36 milioni di chilometri dal gigante gassoso; è perciò possibile che esistano satelliti di Giove ancora più lontani, non ancora scoperti.